# Freetown, Bahamas
Freetown  este o așezare situată în partea de vest a insulei Cat, componentă a arhipelagului Bahamas. La recensământul din 1990 localitatea avea 3.210 locuitori.